# Rupert Keplinger
Rupert Keplinger (* 1981) ist ein österreichischer Musiker und Komponist. Er ist Mitglied der Bands Eisbrecher, Universum25 und Antitype und schreibt unter anderem für Peter Maffay und Lord of the Lost.

## Leben
Rupert Keplinger besuchte die Volksschule Vorchdorf und später das Bundesgymnasium Gmunden, das er 1999 mit der Matura abschloss. 2005 schloss er sowohl den Kontaktstudienlehrgang der Hochschule für Musik und Theater Hamburg als auch die Berufsausbildung an der Hamburg School of Music ab. Er lebt und arbeitet in Hamburg.

## Werdegang
Rupert Keplinger begann gemeinsam mit Kathrin Schröder 2007 mit „Backen Für Den Weihnachtsmann“ ein langjährige Zusammenarbeit mit Peter Maffay und dessen Projekt Tabaluga, zuletzt schrieben sie 2019 die Single „100.000 Stunden“.
Gemeinsam mit Gary Meskil (Pro-Pain) gründet Rupert Keplinger die Band Darkhaus, die sich 2019 wieder auflöste.
2013 wurde er Mitglied der Band Eisbrecher, die in Folge mit den Alben „Sturmfahrt“ (2017) und „Liebe macht Monster“ (2021) zwei Nummer-eins-Hits in den Albencharts landen.
Er ist Gründungsmitglied der All-Star Formation Universum25 und der Band „Antitype“, die sich beide 2022 formieren.
Das Lied Blood & Glitter der Band Lord of the Lost und Rupert Keplinger als Koautor nahm 2023 am Bewerb Unser Lied für Liverpool teil, der den deutschen Beitrag für den Eurovision Song Contest 2023 bestimmte. Die Band gewann den Bewerb und hat damit mit dem Lied Deutschland beim ESC 2023 vertreten. Im Januar 2025 erschien mit Weiß wie Schnee eine Singleauskopplung von Sotiria und Peter Heppner, bei der Keplinger ebenfalls Koautor ist.

## Autorenbeteiligungen (Auswahl)
- 2022: Blood & Glitter – Lord of the Lost
- 2025: Weiß wie Schnee – Sotiria feat. Peter Heppner